# Franz Wallner-Basté
Franz Julius Heinrich Wallner-Basté (* 13. September 1896 in Dresden; † 24. Dezember 1984 in West-Berlin; Namenserweiterung durch den Familiennamen der Mutter, um Verwechslungen vorzubeugen) war ein deutscher Musik-, Literatur- und Theaterkritiker, Übersetzer, Sachbuchautor, Drehbuchautor und Publizist. Darüber hinaus war er erster Intendant des 1946 gegründeten RIAS Berlin, Senatsrat in West-Berlin, der erste (kommissarische) Generalsekretär der dortigen Akademie der Künste sowie Sammler von Materialien zur Berliner Theatergeschichte.

## Leben

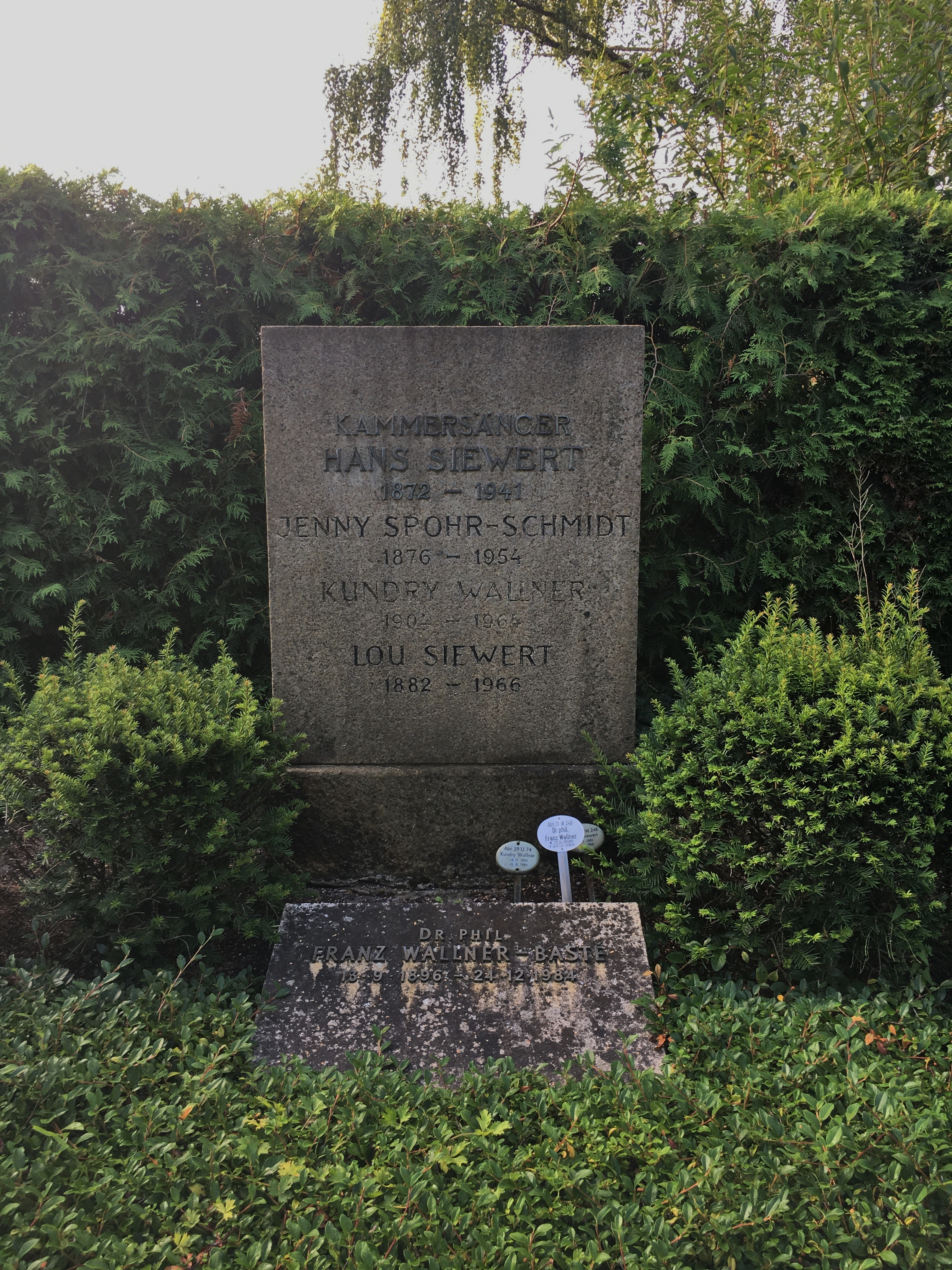
Grabstätte Franz Wallner-Basté (Grabplatte)

Franz Wallner-Basté stammte aus einer Familie von Schriftstellern und Schauspielern. Sein Großvater war Franz Wallner (1810–1876), der das Wallner-Theater in Berlin begründete. Sein Vater Franz Wallner (1854–1940) war ebenfalls Schauspieler und Theaterdirektor, seine Mutter die Schauspielerin Charlotte Basté (1867–1928) aus der schon im 18. Jahrhundert aktiven Schauspielerdynastie Basté. Er besuchte in seiner Geburtsstadt Dresden das König-Georg-Gymnasium und genoss eine praktische Musikausbildung bei Johannes Schreyer und Karl Scheidemantel.
1914 bis 1917 war er Kriegsteilnehmer und kämpfte bei Verdun. Nach dem Krieg studierte er in Leipzig und München im Hauptfach Musikwissenschaft, dazu Theaterwissenschaft, Germanistik und Philosophie. In Erlangen promovierte er 1925 mit einer Dissertation über Das Musikalisch-Volkstümliche im weltlichen Lied des 17. Jahrhunderts zum Dr. phil. Er ging nach Berlin und arbeitete vier Jahre lang als Musik-, Theater- und Literaturkritiker. Dabei war er einer der ersten, der die musikalische Stummfilm-Illustration in die Tageskritik einführte. Hauptsächlich schrieb er für die Ullstein-Blätter B.Z. am Mittag und Berliner Morgenpost (jeweils von Februar 1924 bis Ende September 1927) und nach Auflösung des Ullstein-Vertrages für das Berliner Tageblatt (bis Anfang 1929), außerdem für die Norddeutsche Rundschau, Frankfurter Volksstimme, Münchener Post, Vossische Zeitung, Berliner Allgemeine Zeitung, Nationale Rundschau Bremen, Dresdner Neue Presse, Neue Leipziger Zeitung, Württemberger Zeitung und der Leipziger Satirezeitschrift Der Drache.
Ernst Schoen, Sendeleiter des Südwestdeutschen Rundfunks Frankfurt am Main, wurde auf die Vielseitigkeit Wallner-Bastés aufmerksam und holte ihn zum 1. Dezember 1928 als zweiten Sprecher an den Sender. Bereits im Januar 1930 löste Wallner-Basté den Romancier Ernst Glaeser als Leiter der Literarischen Abteilung des Südwestdeutschen Rundfunks ab. Mit weitreichenden Befugnissen ausgestattet, entwickelte er neue Sendereihen (unter vielen anderen eine Reihe zur Literaturentdeckung, Vernachlässigte Dichter, und die regelmäßigen Interviews mit Zeitgenossen berühmter Persönlichkeiten, Erlebte Zeit), wobei es sein Anliegen war, Bildung mit Unterhaltung zu verknüpfen. Seine Sendungen moderierte er oft selbst. Gelegentlich veröffentlichte er Aufsätze zu spezifischen Rundfunkthemen in der Tages- und Fachpresse (z. B. in Die Sendung). Im Juni 1932 attackierte ihn die nationalistische Deutsche Zeitung, indem sie ihm in einem langen Artikel die Bevorzugung von „linken“ und „undeutschen“ Künstlern vorhielt und seinen Sender für „zentrums-marxistisch“ erklärte. Im April 1933 wurde er seines Postens enthoben.
Bei Kino-Altmeister Carl Froelich war er nach 1933 dramaturgischer Assistent. Seine Zuarbeiten blieben im Abspann ungenannt, wie beispielsweise beim 1935 gedrehten Film Ich war Jack Mortimer. Mitte der 1930er Jahre schrieb er alleine oder in Kooperation Drehbücher. Viele blieben unverwertet, woran teilweise – wie bei der in jüdischem Besitz befindlichen Produktionsfirma Cine-Allianz Tonfilm, für die Wallner-Basté das Treatment Leidenschaft angefertigt hatte – die politischen Umstände Schuld waren. Realisiert wurde zum Beispiel unter der Regie seines Co-Autoren Detlef Sierck und mit Marta Eggerth und Johannes Heesters in den Hauptrollen 1936 das Drehbuch für den Film Das Hofkonzert. Daneben war Wallner-Basté auf verschiedenen Gebieten publizistisch tätig.
1942 wurde er notverpflichtet. Bis Kriegsende war er Laborant, Regisseur und Schnittmeister von Dokumentarfilmen bei der Film- und Bildstelle der Ordnungspolizei. Er übte weiterhin seine publizistische Tätigkeit für verschiedene Zeitungen aus, vor allem für die Deutsche Allgemeine Zeitung (DAZ).
Im Mai 1945 wurde er zum Leiter des Kulturamtes Berlin-Zehlendorf berufen. In dieser Funktion war er maßgeblich beteiligt am Wiederaufbau des Berliner Konzertlebens. Im Oktober 1945 wurde er wegen seiner in den „Kriegsberichterstattungen“ (gemeint waren die während der Notdienstverpflichtung erstellten Dokumentationen) zum Ausdruck kommenden Nähe zum Nationalsozialismus, entlassen. Die Anschuldigungen erwiesen sich als haltlos. Im Gegenteil, er hatte vom NS-Regime verfolgten Mitbürgern geholfen und mit geschmuggelten Medikamenten Menschenleben gerettet. Dafür wurde er in späteren Jahrzehnten zweimal geehrt.
Im Dezember 1945 trat er eine neugeschaffene Stelle an: Er wurde Intendant und Sendeleiter des DIAS (Drahtfunk im amerikanischen Sektor), der am 7. Februar 1946 den Sendebetrieb aufnahm. Die Umbenennung in RIAS erfolgte am 5. September 1946. Der Sendername geht auf Wallner-Basté zurück. Die in seiner Amtszeit begonnene, von Friedrich Luft konzipierte Sendereihe Stimme der Kritik überdauerte einige Jahrzehnte. Als US-Dienststellen im Juli 1947 eine „Chief Administration“ installierten, verließ Wallner-Basté die Rundfunkanstalt. Danach wirkte er als Rundfunkkritiker unter anderem für den Münchner Merkur.
Von 1951 bis zur Pensionierung 1961 war er Senatsrat beim Senator für Volksbildung, Hauptamt Kunst und Literatur, Joachim Tiburtius. In dieser Funktion arbeitete er an den Grundlagen für die Einrichtung eines neuen Senders mit, der später der Sender Freies Berlin sein sollte. 1953 gab es eine Kontroverse um das RIAS-Pausenzeichen: Es wurde davon ausgegangen, dass dieses akustische Signal einer Triosonate von Karl Fasch entnommen worden war, Wallner-Basté und ehemalige Kollegen beteuerten, dass es sich bei der Verbindung zu Fasch um eine selbstgeschaffene „Mystifizierung“ handele, und Wallner-Basté der alleinige Urheber sei. Die Urheberfrage beschäftigt viele auch später noch, zumal Paul Höffer, langjähriger Direktor der Berliner Hochschule für Musik, inspiriert durch die Tonfolge, eine Variation für einen Bläsersatz schrieb und somit auch als Komponist des Pausenzeichens gehandelt wurde. Und nicht zuletzt auch, weil die Kurzmelodie zum „klingenden Wahrzeichen Berlins“ wurde.
Wallner-Basté war von Februar bis Mai 1956 der erste (kommissarische) Generalsekretär der Akademie der Künste (West). Weitere kulturelle Zuständigkeiten bezogen sich auf den europäischen Kulturaustausch und die Kultusminister-Beratung. Von 1956 bis 1960 war er Beisitzer im Hauptausschuss der Filmbewertungsstelle Wiesbaden. In zwei Amtsperioden war er von 1958 bis 1962 Präsident der deutschen Sektion der Dante-Alighieri-Gesellschaft mit Sitz in Berlin („Societá Dante Alighieri Comitato di Berlino“).
Im Ruhestand engagierte er sich verstärkt für die Vermittlung italienischer Literatur nach Deutschland. Nachdem die Akademie der Künste auf sein Betreiben hin im Sommer 1969 ein Bonaventura-Tecchi-Archiv eingerichtet hatte, erhielt er am 25. November 1969 für seine Verdienste um die deutsch-italienischen Kulturbeziehungen das Bundesverdienstkreuz. Auch seine Sammlung zur Berliner Theatergeschichte, vor allem zum Wallner-Theater, ist ein wertvoller kultureller Beitrag.
Franz Wallner-Basté starb 88-jährig am Heiligen Abend 1984 und wurde auf dem Berliner Friedhof Zehlendorf (Abt. 31 W 249) beigesetzt. Auf demselben Feld befindet sich auch die letzte Ruhestätte des Sängers Hans Siewert. Siewert war der Stiefvater von Franz Wallner-Bastés Ehefrau, der Schauspielerin Kundry Siewert (1904–1964). Ihr gemeinsamer Sohn, Franz Wallner (* 1937), wurde promovierter Diplomingenieur und 1975 Geschäftsführer von BMT Meßtechnik-GmbH Berlin.

## Werke

### Drehbücher (nur realisierte)
- 1936: La chanson du souvenir. Concert à la cour (UFA)
- 1936: Das Hofkonzert (UFA)
- 1937: Liebe kann lügen (Deka-Film)

### Radioformate (Auswahl)
- 1930: Verklungene Wellen (Hörspiel)
- um 1930/31: Vernachlässigte Dichter (Sendereihe)
- um 1930/31: Erlebte Zeit (Sendereihe)
- um 1931/32: Der Hofnarrenspiegel. Ein Gesprächspiel von närrischer Weisheit und weisen Narren (Radiofeature)
- um 1931/32: Wert und Ehre deutscher Arbeit. Eine Hörfolge aus der grossen Zeit des Handwerks (Radiofeature)
- 1963: Verdisänger in aller Welt (Radiofeature)
- 1965: Verdi hört Lohengrin (Hörspiel, 91 min; gesendet von RIAS 2)
- ab Januar 1966: Wagnersänger von einst (Sendereihe)

### Übersetzungen (nur umfangreiche)
- 1942: Gabriele d’Annunzio: Amaranta. Das Tagebuch einer Leidenschaft. Karl H. Bischoff, Wien/Berlin/Leipzig.
- 1945: Verdi. Eine Biographie in Briefen. Paul Zsolnay Verlag, Wien.[3][6]
- 1965: Diego Fabbri: Theaterblut (Figli d’Arte). Ein Bühnenspiel in drei Akten. G. Riccordi & Co.Bühnen- und Musikverlag, Frankfurt am Main.
- 1965: Pietro Quaroni (Italien). Von historischen Vorurteilen verschleiert. In: Hermann Ziock (Hrsg.): Sind die Deutschen wirklich so? Meinungen aus Europa, Asien, Afrika und Amerika. Horst Erdmann Verlag, Herrenalb, S. 295–310.
- 1979: Verdi, aus der Nähe. Ein Lebensbild in Dokumenten. Manesse-Verlag, Zürich (= Manesse-Bibliothek der Weltliteratur).
- Weitere Übersetzungen von Erzählungen von Alberto Moravia, Dino Buzzati, Bonaventura Tecchi, Roberto Ridolfi u. a.

### Kritiken, Artikel und Essays (Auswahl)
- Beispielartikel zum Themenbereich „d’Annunzio“:
  - 1943: „Pseudonym“ d’Annunzio. Eine Klarstellung. In: Nationalzeitung, Essen, 4. Mai 1943.
- Beispielartikel zum Themenbereich „Rundfunk“:
  - 1948: Der Berliner Rundfunk-Krieg. In: Hamburger Freie Presse, Oktober 1948.
- Dokumentarischer Essay zur Kulturpolitik:
  - 1956: Betrifft: Musikabteilung. Aus den Akten des Kulturamts Zehlendorf. In: Harald Kunz (Hrsg.): Musikstadt Berlin zwischen Krieg und Frieden. Musikalische Bilanz einer Viermächtestadt. Bote & Bock, Wiesbaden, S. 10–28.
- Zitatensammlung zum Themenbereich Film:
  - 1962: 2000 Jahre Filmkritik. In: Gedanken zum Film. Gesammelte Aufsätze von Vorsitzenden und Beisitzern der Filmbewertungsstelle Wiesbaden. Filmbewertungsstelle Wiesbaden, Wiesbaden, S. 169–174.
- Seit 1965 verfasste Wallner-Basté für das Opern Journal Rezensionen und von 1967 bis 1971 auch die Aufsatzserie Wie Berlin […] kennenlernte. Beispiele:
  - Sontagsfieber [sic]. Wie Berlin Rossinis „Aschenbrödel“ kennenlernte. In: Opern Journal. Informationen. Bilder. Essays, Nr. 2 (Oktober) Spielzeit 1969/70, S. 12–14.
  - Eine alte Novität. Wie Berlin Verdis „Nacht des Schicksals“ kennenlernte. In: Opern Journal. Informationen. Bilder. Essays, Nr. 6 (Februar) Spielzeit 1969/70, S. 2–5.
  - Ochs wurde hoffähig. Wie Berlin den „Rosenkavalier“ kennenlernte. In: Opern Journal. Informationen. Bilder. Essays, Nr. 2 (Oktober) Spielzeit 1970/71, S. 13–15.
- Sammlung von zwischen 1926 und 1929 in den Zeitungen B.Z. am Mittag (Film-B.Z.), Berliner Tageblatt und Leipziger Illustrierte Zeitung erschienenen Rezensionen (Faksimiles):
  - 1970: Musikbesprechungen von Franz Wallner[-Basté]. In: Herbert Birett: Stummfilm-Musik. Materialsammlung. Deutsche Kinemathek Berlin, S. 161–187.
- Beispielartikel zum Themenbereich „Verdi“:
  - Verdi-als, Verdi-in, Verdi-und. Resümee einer internationalen Konferenz – Teilnehmer aus sechzehn Ländern. In: Der Tagesspiegel, 6. Januar 1972.
- Kulturpolitischer Aufsatz:
  - 1978: Von der Kunst der Kunstverwaltung. Dienstliche Korrespondenz zwischen Dr. Franz Wallner-Basté und Jürgen Fehling 1945 nebst Epilog 1960. In: Kleine Schriften der Gesellschaft für Theatergeschichte, Heft 29/30 (Theater – das gewagte Unternehmen. Prof. Dr. Kurt Raeck zum 75. Geburtstag am 30. Juli 1978), S. 156–160.
- Darüber hinaus publizierten viele Zeitungen Wallner-Bastés Übersetzungen von italienischen Erzählungen und Gedichten sowie Briefen Verdis.

## Zitate
„Da sind wir also, liebe Hörer! Und wir begrüßen Sie! Nicht mit einer feierlichen Eröffnungsansprache, seien Sie unbesorgt. Obwohl uns ein bisschen feierlich zumute ist, bei dieser ersten Begegnung. Im stehengebliebenen Teil einer Ruine ein paar kahle, weniger als kahle Räume, in eine komplette Radiostation zu verwandeln, das ist heutzutage keine Kleinigkeit.“

„Nicht alles, was Unterhaltungsmusik heißt, wiegt leicht; nicht alles, was Opus heißt, wiegt schwer. Geschmackserziehung beginnt bei der Unterhaltungsmusik. Anspruchsvoll sein kann jeder Esel, Unterhaltungssendungen erfordern Kopfzerbrechen.“

## Auszeichnungen
- 1961: Dank und Anerkennung des Senats von Berlin für die Gewährung von Schutz und Hilfe für bedrängte Verfolgte während der nationalsozialistischen Gewaltherrschaft ohne Rücksicht auf die eigene Sicherheit
- 1963: Goldene Ehrennadel des deutschen Rundfunks
- 1969: Bundesverdienstkreuz 1. Klasse für Verdienste um die deutsch-italienischen Kulturbeziehungen
- 1973: Hans-Bredow-Medaille für Verdienste um den deutschen Rundfunk
- 1979: Unbesungener Held der Jüdischen Gemeinde von Berlin für selbstlosen Einsatz für Juden und politisch Verfolgte während der NS-Gewaltherrschaft